# ولیکا خوباینیتسا
ولیکا خوباینیتسا (اسلوونیایی: Velika Hubajnica) یک زیستگاه انسانی در اسلوونی است که در Lower Carniola واقع شده‌است.

## خصوصیات
ولیکا هوبجنیکا ۱٫۳۷ کیلومترمربع مساحت و ۳۰ نفر جمعیت دارد و ۴۸۷٫۷ متر بالاتر از سطح دریا واقع شده‌است.